# اسپینوال (آیووا)
اسپینوال (به انگلیسی: Aspinwall) شهری در ایالت آیووا کشور ایالات متحده آمریکا است که جمعیت آن در سرشماری سال ۲۰۱۰ میلادی، ۴۰ نفر بوده‌است.